# Aphengium sordidum
Aphengium sordidum – gatunek chrząszcza z rodziny poświętnikowatych i podrodziny Scarabaeinae.

## Taksonomia
Gatunek ten opisany został po raz pierwszy w 1868 roku przez Edgara von Harolda na łamach „Berliner entomologische Zeitschrift”. Jako lokalizację typową wskazano Montevideo w Urugwaju, przy czym w poprawność tej lokalizacji wątpią Fernando A.B. Silva i Fernando Z. Vaz-de-Mello.

## Morfologia
Chrząszcz o ciele długości od 7 do 10 mm. Głowa jest z wierzchu gęsto pokryta stykającymi się, głębokimi i często okrągławymi punktami dołkowatymi. U samic punkty pośrodku i po bokach głowy są mniejsze, słabiej wgłębione i bardziej rozproszone niż między oczami, gdzie to oprócz punktowania występują dwa zaokrąglone wciski. Nadustek ma pomarszczone z wierzchu ząbki. Przedplecze ma kąty przednie proste, kąty boczne większe niż 90°, krawędzie między kątami bocznymi a tylnymi proste, a powierzchnię pozbawioną błyszczącej nabrzmiałości na przedzie, pokrytą porośniętymi szczecinkami punktami dołkowatymi, po bokach i w tyle większymi i stykającymi się, zaś w części przednio-środkowej grubymi, rozproszonymi i słabo wgłębionymi; u samic ogólnie punktowanie jest rzadsze niż u samców. Podługowato-owalne, lekko wysklepione pokrywy gęsto porośnięte są wyraźnymi szczecinkami oraz pokryte dołkowatymi punktami na dysku oddalonymi od siebie na co najmniej jedną średnicę. Genitalia samca mają równe mniej więcej połowie długości fallobazy, słabo w wierzchołkowej ⅓ zwężone, na szczycie zaokrąglone paramery o niemal prostych krawędziach brzusznych.

## Ekologia i występowanie
Owad ten zasiedla lasy deszczowe formacji Mata Atlântica. Postacie dorosłe żerują na odchodach ssaków i padlinie.
Gatunek neotropikalny, znany z brazylijskich stanów Rio de Janeiro i São Paulo, ponadto z wątpliwymi rekordami ze stanu Santa Catarina oraz z Urugwaju.